# أوموت كورت
أوموت كورت (بالتركية: Umut Kurt)‏ هو ممثل تركي ولد في يوم 17 نيسان 1981 في أرزينجان في تركيا، مثل في عدة مسلسلات تركية منها مسلسل ياسمين في 2007 ومسلسل بائعة الورد في 2010 و تتار رمضان في 2013.

## روابط خارجية
- أوموت كورت على موقع IMDb (الإنجليزية)
- أوموت كورت على موقع قاعدة بيانات الأفلام العربية
- أوموت كورت على موقع ألو سيني (الفرنسية)
- أوموت كورت على موقع أول موفي (الإنجليزية)
- أوموت كورت على موقع قاعدة بيانات الفيلم (الإنجليزية)
- أوموت كورت على موقع كينوبويسك (الروسية)